# Reading (Vermont)
Reading és una població dels Estats Units a l'estat de Vermont. Segons el cens del 2000 tenia 707 habitants.

## Demografia
Segons el cens del 2000, Reading tenia 707 habitants, 286 habitatges, i 203 famílies. La densitat de població era de 6,6 habitants per km².
Dels 286 habitatges en un 29,4% hi vivien nens de menys de 18 anys, en un 59,4% hi vivien parelles casades, en un 8,7% dones solteres, i en un 28,7% no eren unitats familiars. En el 22% dels habitatges hi vivien persones soles el 9,1% de les quals corresponia a persones de 65 anys o més que vivien soles. El nombre mitjà de persones vivint en cada habitatge era de 2,47 i el nombre mitjà de persones que vivien en cada família era de 2,87.
Per edats la població es repartia de la següent manera: un 24% tenia menys de 18 anys, un 4,5% entre 18 i 24, un 28,1% entre 25 i 44, un 28,4% de 45 a 60 i un 14,9% 65 anys o més.
L'edat mediana era de 41 anys. Per cada 100 dones de 18 o més anys hi havia 92,5 homes.
La renda mediana per habitatge era de 44.306 $ i la renda mediana per família de 48.636 $. Els homes tenien una renda mediana de 32.202 $ mentre que les dones 25.000 $. La renda per capita de la població era de 20.504 $. Entorn del 6,2% de les famílies i el 8,1% de la població estaven per davall del llindar de pobresa.